# Mezőnyárád
Mezőnyárád község Borsod-Abaúj-Zemplén vármegyében, a Mezőkövesdi járásban.

## Fekvése
A vármegye déli részén, Mezőkövesdtől 10, Miskolctól közúton 30 kilométerre délre fekszik. A közvetlen szomszédos települések: észak felől Bükkábrány (3 km), dél felől Mezőkeresztes (4 km), délnyugat felől Mezőkövesd (10 km), nyugat felől Tard, északnyugat felől pedig Tibolddaróc.

### Megközelítése
Legfontosabb közúti megközelítési útvonala a 3-as főút, mely a belterületének keleti és északi széle mentén halad el, ez köti össze] Mezőkövesddel és Bükkábránnyal, illetve azokon keresztül az ország távolabbi részeivel is. Délebbi szomszédai a 3304-es úton érhető el, Tardra (illetve azon át Cserépváraljára) pedig a 25 113-as számú mellékút vezet, a nyugati határszéle közeléből.
Vasúton is megközelíthető, a Hatvan–Miskolc–Szerencs–Sátoraljaújhely-vasútvonalon; vasútállomása Mezőkeresztessel közös, és közúton a két települést összekötő 3304-es útból kiágazó 33 306-os számú mellékúton érhető el.

## Nevének eredete
A nyárád szó olyan vízfolyást vagy más vizes területet jelent, amelynek környékén sok a nyárfa. Nyárád, vagy Nyárágy nevű személynév is volt, így eredhet a neve személynévből is.

## Közélete

### Polgármesterei
- 1990–1994: Dr. Horváth László (független)[3]
- 1994–1998: Dr. Horváth László (független)[4]
- 1998–2002: Dr. Horváth László György (független)[5]
- 2002–2006: Dr. Horváth László (független)[6]
- 2006–2010: Sárosi Ferenc (független)[7]
- 2010–2014: Dr. Horváth László György (független)[8]
- 2015–2019: Bárdos József Szabolcs (független)[9]
- 2019–2024: Bárdos József Szabolcs (független)[10]
- 2024– : Bárdos József Szabolcs (független)[1]

A településen a 2014. október 12-i önkormányzati választás után, a polgármester-választás tekintetében nem lehetett eredményt hirdetni, mert szavazategyenlőség alakult ki az első helyen, a kormányzó pártszövetség jelöltje, Sümegi Péter és a független jelöltként induló Bárdos József Szabolcs között: mindketten 343-at szereztek meg a 746 érvényesen leadott szavazatból, három jelölt közül. Az emiatt szükségessé vált időközi választást 2015. január 25-én tartották meg, magasabb választói aktivitás mellett és immár csak két jelölt részvételével, ez a helyzet pedig a független aspiráns javára döntötte el a voksolást, 19 szavazatnyi különbséggel.

## Népesség
A település népességének változása:
| Lakosok száma | 1630 | 1629 | 1603 | 1609 | 1533 | 1512 | 1527 |
|               | 2013 | 2014 | 2015 | 2021 | 2022 | 2023 | 2024 |

A 2001-es népszámlálás adatai szerint a településnek csak magyar nemzetiségű lakossága volt.
A 2011-es népszámlálás során a lakosok 89%-a magyarnak, 0,3% németnek mondta magát (11% nem nyilatkozott; a kettős identitások miatt a végösszeg nagyobb lehet 100%-nál). A vallási megoszlás a következő volt: római katolikus 61,2%, református 9,2%, görögkatolikus 0,7%, felekezeten kívüli 6,1% (22,4% nem válaszolt).
2022-ben a lakosság 92,4%-a vallotta magát magyarnak, 1% cigánynak, 0,2% németnek, 0,1-0,1% szlováknak, szlovénnek, örménynek és lengyelnek, 2,3% egyéb, nem hazai nemzetiségűnek (7,4% nem nyilatkozott; a kettős identitások miatt a végösszeg nagyobb lehet 100%-nál). Vallásuk szerint 52,3% volt római katolikus, 10,4% református, 0,8% görög katolikus, 0,7% egyéb keresztény, 5,4% felekezeten kívüli (28,9% nem válaszolt).

## Látnivalók
- Majthényi-kúria (ma általános iskola)
- A 13. században épült templom romja, ma műemlék (a Szondi u. végén helyezkedik el.)
- Római katolikus templom Szűz Mária, Keresztények Segítsége tiszteletére felszentelve.
- Mk Paintball és lézerharc Paintballközpont http://mkpaintball.hu/